# Acantholipes namacensis
Acantholipes namacensis är en fjärilsart som beskrevs av Achille Guenée 1852. Acantholipes namacensis ingår i släktet Acantholipes och familjen nattflyn. Inga underarter finns listade i Catalogue of Life.